# Laxfield
Laxfield – wieś w Anglii, w hrabstwie Suffolk, w dystrykcie Mid Suffolk. Leży 31 km na północny wschód od miasta Ipswich i 136 km na północny wschód od Londynu.